# صدري إسكندر
صدري إسكندر ولد في 10 أبريل 1982 في تونس وعاش في باريس حتى سن الثانية عشرة، هو مقدم ومنتج تلفزيوني تونسي قدم برنامج "Auto Plus" و «كرهبتك لاباس» على قناة الحوار التونسي ويقدم الآن برنامج "AutoPro" على قناة التاسعة. وهو أيضًا محرر ورئيس تحرير مجلة تونس للسيارات.

## سيرته
ولد في تونس، وعاش في باريس حتى سن الثانية عشرة، قبل أن يعود إلى تونس حيث درس في المدرسة الثانوية غوستاف-فلوبير. درس في المعهد العالي لتجارة السيارات في لو مان وبعد حصوله على شهادته، انضم إلى مجموعة جنرال موتورز فرنسا لعلامة أوبل التجارية. اليوم هو مقدم ومنتج تلفزيوني ورئيس تحرير مجلة تونس للسيارات "Tunisie Automobile"، وهو الشخصية الرئيسية في وسائل الإعلام الخاصة بالسيارات في تونس.
بدأ من لا شيء ولم يكن لديه اتصال واحد في صناعة السيارات عندما عاد من فرنسا.
هو شريك لمعظم العلامات التجارية للسيارات التي تأسست على التراب التونسي، قام بأكثر من 300 اختبار قيادة حول العالم.
في أبريل 2017، أطلق AutoPRO، أكبر مركز لبيع السيارات المستعملة في تونس.
في أكتوبر 2018، وقع صدري إسكندر مع Italcar، ممثل فيات، ألفا روميو، جيب ولانسيا، ووقع مع Stafim، ممثل بيجو، في مايو 2019.
في يناير 2020، أصبح وجه علامة بريدجستون في السوق التونسي خلال تعاقده مع الشركة التجارية للإطارات المطاطية "S.C.P".
قدم برنامج "Drive and Fast" على قناة تونسنا وبرنامج "100% Auto" على قناة نسمة وبرنامج "Auto Plus" و «كرهبتك لاباس» على قناة الحوار التونسي ويقدم الآن برنامج "AutoPro" على قناة التاسعة.

## البرامج التلفزيونية
- Drive and Fast، قناة تونسنا، 2013 - 2013
- 100% Auto، نسمة، 2013-2014
- Auto Plus، الحوار التونسي، 2014 - 2018
- AutoPro، التاسعة، 2018 - الآن

## وصلات خارجية
- الموقع الرسمي
- صدري إسكندر على موقع IMDb (الإنجليزية)
- صدري إسكندر على موقع ميوزك برينز (الإنجليزية)
- صدري إسكندر على موقع قاعدة بيانات الفيلم (الإنجليزية)